# Joseph Vanhellemont
Joseph Vanhellemont (Brussel, 10 september 1893 - Anderlecht, 9 januari 1951) was een Belgisch volksvertegenwoordiger.

## Levensloop
De bediende Vanhellemont sloot zich aan bij de socialistische partij.
Hij werd gemeenteraadslid (1932) en schepen (1939) van Anderlecht.
In 1947 nam hij de opvolging van Marc Somerhausen en vervulde het mandaat van socialistisch volksvertegenwoordiger voor het arrondissement Brussel, tot aan zijn dood.
Anderlecht heeft een Joseph Vanhellemontlaan.